# 噶迥寺
噶迥寺，寺名的藏语全称“噶迥多吉英”，位于西藏自治区拉萨市堆龙德庆县柳梧乡若玛岗村（又译“日玛岗村”），是一座藏传佛教寺院，建于吐蕃时期，现已无存。《噶迥寺建寺碑》是著名的吐蕃时期碑刻。

## 简介
吐蕃赞普赤德松赞（798年－815年）在王室危难之际，依靠佛教徒护持而取得赞普之位。为了酬谢佛教徒，赤德松赞遂在拉萨河对岸兴建“噶迥多吉英”佛寺，并且与大臣及贵族盟誓，以保护佛教。《噶迥寺建寺碑》便是当时盟誓的一部分内容。
《贤者喜宴》ja卷12页记载：“赤德松赞迎请梵天大德毗摩罗米特罗、赤喇色那、尼婆罗大德吽噶罗等多人，广译经论，并于‘几河’之下游建‘噶迥多吉英’寺，与诸臣工酋长盟于寺中。”其下收录了赤德松赞的两道诏书，并附参与盟誓的各位臣工酋长的名单，这是研究该碑的重要材料。《红史》第44页、《西藏王臣史》第92页也都有赤德松赞建立噶迥寺的记载，但均较为简略。
《噶迥寺建寺碑》现存拉萨河对岸西南的“若玛岗”。该碑有藏文五十七列，文字清晰。碑文中记载的松赞干布以下历代赞普的业绩与世序，可以纠正不少混乱的藏族历史记载。意大利藏学家朱塞佩·图奇《吐蕃赞普陵墓考》中，也录有该碑文字，并加以考证。
藏学家王尧翻译的《噶迥寺建寺碑》碑文如下（括号内为王尧添加）：

圣神赞普赤德松赞之世，为圣教正法，永固久存，亲署盟证誓文：
圣神赞普先祖赤松赞（弃宗弄赞）之世，始行圆觉正法，建逻些（拉萨）大昭寺及诸神殿，立三宝之所依处。祖赤都松（器弩悉恭）之世，于林之赤孜诸处建神殿，立三宝之所依处。祖赤德祖赞（弃隶蹜赞）之世，于札玛建瓜州寺，于琛浦建神殿等，立三宝之所依处。父王赤松德赞（乞黎苏笼獵赞）之世，于札玛建桑耶寺等寺庙，中央及四境遍建神殿，立三宝之所依处。圣神赞普赤德松赞之时，亦建噶迥神殿等，立三宝之所依处。祖辈以还，如此敬信奉行圆觉正法，永世不隳，不离不弃，化为无量妙业。若离之、弃之、隳毁之、湮灭之，则有无数罪孽接踵而至。今迩后世世代代，圣神赞普父王赤松德赞之世，所建三宝之所依处，所行圆觉之正法，不离不弃，不隳不灭，子子孙孙，均申盟誓。如此诸端，赞普父子、小邦诸王、尚论臣工，均参与盟誓。依盟书誓文，勒于石上者均一一遵行。如此，父祖以还，子子孙孙，建三宝之所依处，奉行圆觉之正法，爱惜护持。（此后）任何时期，设或有人谓如此做作为有罪，或谓不善，或以占卜，或以梦觇等等，不拘何种因由，决不因而隳灭，决不离弃。勿论上下人等，勿论何人，以此等言词陈请，决不听信依之而行。
赞普子孙，自幼冲之年起，直至秉政作人主为止，从比丘中任命善知识充任教师，尽全力教其悉心修习正法。蕃地全境（人民）亦应习学正法，修悟正道，轨仪行为不停。上起蕃地贵胄上流，下至蕃地庶民黔首，其入解脱之门径，无论何时，永不阻塞，虔诚敬信之徒，悉令解脱。其中，有宿慧者，下诏任命为世尊之教法堪布，堪布等人须遵行经教之一切仪规。任命善知识讲授经籍并作主持。出家诸人，予父子（赞普）均尊为皈依供养之处，赞普牙帐之内立三宝之所依处，而供奉之，不令颓败，不离不弃，不毁不谤，而供奉之也。简言之，赞普之牙帐及蕃地全境，决不离弃三宝。祖、父、子、孙无论何时，定断作三宝之顺缘者决不降低、减少，不隳不灭，如同寺庙户籍文书诏令之前所言，依之管理行事。今迩后，每一代相承，赞普父子均作如此之盟誓。为使此誓词永不变更，三宝出世间之一切天神、非天，均奉请作证。赞普、小邦王子、尚论臣工均亲自起誓加盟，而增盟之详尽文字置于父王在世时所书盟书誓文一起，而秘置藏之。